# Хейл, Алан
Алан Хейл (англ. Alan Hale, 1958 Татикава, Япония) — американский астроном.

## Биография
Алан Хейл родился в Японии, однако ещё до того, как ему исполнился 1 год, его семья переехала в Аламогордо (штат Нью-Мексико). После окончания школы учился в 1976—1980 годах в Военно-морской академии США в Аннаполисе. В 1983 году учёный оставил службу во флоте и переехал в Пасадену (Калифорния), где работал в лаборатории реактивного движения (JPL) над проектом Deep Space Network. После того, как станция Вояджер-2 проследовала мимо Урана, Алан Хейл ушёл из лаборатории и поступил в Университет Нью-Мексико, где изучал астрономию. После получения степени доктора в 1992 году учёный сперва работал в Космическом центре в Аламогордо (ныне — Музей космической истории Нью-Мексико), а затем в 1993 году основал Юго-Западный институт космических исследований, директором которого и является.
Главными темами исследований Хейла является изучение экзопланет, малых тел в Солнечной системе, комет и близких к Земле астероидов. Известность Хейлу принесли в первую очередь его открытие кометы Хейла-Боппа и участие в 1986 году в международном проекте International HalleyWatch.
В настоящее время А. Хейл проживает вместе со своей семьёй в городе Клаудкрофт (Нью-Мексико).